# Wimbledon 2014 – čtyřhra vozíčkářek
Obhájcem titulu soutěže čtyřhry vozíčkářek na londýnském grandslamu ve Wimbledonu 2014 byl nizozemský, druhý nasazený pár Jiske Griffioenová a Aniek van Kootová. Jeho členky se probojovaly opět do finále, v němž však nestačily na dvojici tvořenou 20letou reprezentantkou Japonska Jui Kamidžiovou a 22letou britskou hráčkou Jordannu Whileyovou, po třísetovém průběhu 2–6, 6–2 a 7–5.
Obě šampiónky tak na wimbledonském pažitu získaly premiérový titul. Po lednové trofeji na Australian Open 2014 a červnovém vítězství na French Open 2014 vybojovaly třetí deblový vavřín probíhající sezóny i celé kariérÿ na grandslamových turnajích.
Do žebříčku okruhu NEC Tour si každá z vítězek připsala 800 bodů a dvojice si rozdělila prémii 12 000 liber.

## Nasazení párů
1. Jui Kamidžiová /  Jordanne Whileyová (vítězky)
2. Jiske Griffioenová /  Aniek van Kootová (finále)

## Pavouk
| Legenda                                                       |                                                                        |                                                   |
| - Q – kvalifikant - WC – divoká karta - LL – šťastný poražený | - Alt – náhradník - SE – zvláštní výjimka - PR/SR – žebříčková ochrana | - w/o – bez boje - r – skreč - d – diskvalifikace |

|  | Semifinále | Semifinále                             | Semifinále                           | Semifinále | Semifinále |                                   |                                     | Finále                                 | Finále                              | Finále              | Finále              | Finále              |
|  |            |                                        |                                      |            |            |                                   |                                     |                                        |                                     |                     |                     |                     |
|  | 1          | Jui Kamidžiová Jordanne Whileyová      | 6                                    | 6          |            |                                   |                                     |                                        |                                     |                     |                     |                     |
|  |            | Katharina Krügerová Sharon Walravenová | 0                                    | 2          |            |                                   |                                     |                                        |                                     |                     |                     |                     |
|  |            | Katharina Krügerová Sharon Walravenová | 0                                    | 2          | 1          | Jui Kamidžiová Jordanne Whileyová | 2                                   | 6                                      | 7                                   |                     |                     |                     |
|  |            |                                        |                                      |            |            | Jui Kamidžiová Jordanne Whileyová | 2                                   | 6                                      | 7                                   |                     |                     |                     |
|  |            | 2                                      | Jiske Griffioenová Aniek van Kootová | 6          | 2          | 5                                 |                                     |                                        |                                     |                     |                     |                     |
|  |            | 2                                      | Jiske Griffioenová Aniek van Kootová | 6          | 2          | 5                                 | Sabine Ellerbrocková Lucy Shukerová | 1                                      | 0                                   |                     |                     |                     |
|  |            |                                        |                                      |            |            |                                   | Sabine Ellerbrocková Lucy Shukerová | 1                                      | 0                                   |                     |                     |                     |
|  | 2          | Jiske Griffioenová Aniek van Kootová   | 6                                    | 6          |            |                                   |                                     | Zápas o třetí místo                    | Zápas o třetí místo                 | Zápas o třetí místo | Zápas o třetí místo | Zápas o třetí místo |
|  |            |                                        |                                      |            |            |                                   |                                     | Katharina Krügerová Sharon Walravenová | 3                                   | 4                   |                     |                     |
|  |            |                                        |                                      |            |            |                                   |                                     |                                        | Sabine Ellerbrocková Lucy Shukerová | 6                   | 6                   |                     |